# Monitoriella banosensis
Monitoriella banosensis är en stekelart som först beskrevs av Fischer 1964.  Monitoriella banosensis ingår i släktet Monitoriella och familjen bracksteklar. Inga underarter finns listade i Catalogue of Life.